# De la bière à la paternité
De la bière à la paternité est un épisode de la série télévisée d'animation Les Simpson. Il s'agit du septième épisode de la trente-quatrième saison et du 735e de la série.

## Synopsis
Duff organise un nouveau concours de mascottes, alors Duffman se bat pour rester pertinent et prouver qu'il n'est pas sexiste en utilisant une photo de Lisa avec lui lors d'un ancien événement promotionnel et en affirmant qu'elle est sa fille. Quand Homer et Lisa confrontent Duffman, il révèle qu'il a vraiment une fille séparée nommée Amber. Alors que Duffman remarque à quel point Lisa est devenue intelligente, il considère Homer comme le père ultime et fait appel à son aide pour renouer avec Amber et gagner le concours.

## Réception
Lors de sa première diffusion, l'épisode a attiré 4,77 million de téléspectateurs.